# Cooperativa para o Desenvolvimento do Congo
A Cooperativa para o Desenvolvimento do Congo (em francês:  Coopérative pour le développement du Congo, CODECO) é uma facção armada da República Democrática do Congo ativa no conflito de Ituri, composta pela comunidade lendu (um dos grupos étnicos da região).
Esteve notavelmente envolvida no massacre de Plaine Savo em 2 de fevereiro de 2022.
A CODECO é uma associação livre de vários grupos de milícias lendu que operam na República Democrática do Congo. 
O grupo já foi uma cooperativa agrícola pacífica, antes de se transformar em um movimento rebelde armado. O movimento foi reorganizado várias vezes sob diferentes líderes, tornando-se mais desregrado e menos coeso com o passar do tempo. Várias das milícias que reivindicam afiliação à CODECO são acusadas de massacres e crimes de guerra por funcionários das Nações Unidas. Atualmente é descrito como uma seita político-religiosa armada, uma associação de milícias lendu ou uma seita político-militar.
O grupo declarou um cessar-fogo unilateral em agosto de 2020.